# Avast Antivírus
Avast Antivírus (anteriormente estilizado como avast! Antivírus) (Avast significa Antivírus – Advanced SeT) é uma família de softwares antivírus desenvolvidos pela Avast Software, sediada na cidade de Praga, na República Tcheca. Sua primeira versão foi lançada em 1988. O Avast conta com mais de 170 milhões de usuários registrados espalhados pelo mundo. Para usar a versão gratuita do Avast é necessário fazer um cadastro no próprio software do Avast (o cadastro é válido por um ano, ao final deste período, o usuário pode renová-lo gratuitamente). O antivírus contém um enorme banco de dados com mais de 5 milhões (expandindo) de vírus e malwares conhecidos. É um dos antivírus mais conhecidos do mundo, tendo recebido vários prêmios, apesar de apresentar falso-positivos (identificação incorreta de vírus) em algumas situações. O Avast está disponível em 44 idiomas, incluindo o Português nativo e o Português brasileiro. Em sua nova versão, o software Avast ganhou uma interface mais estilosa, prática e com opções mais acessíveis, tendo sua base de dados alargada e a maioria de falsos-positivos corrigidos. 
Em fevereiro de 2024, a Avast foi condenada em $16,5 milhões de dólares por utilizar de seu antivirus para armazenar e vender para mais de 100 terceiros os dados de seus usuários sem consentimento prévio.

## História
Antes de encontrar o vírus de Viena em 1988, o pesquisador Pavel Baudis, do Instituto Matemático de Pesquisa de Máquinas de Praga, foi definido para escrever um programa que seria capaz de removê-lo com sucesso. Pavel Baudis então compartilhou o programa com o seu colega Eduard Kučera e nesse mesmo ano os dois começaram a ALWIL Software, que lançou o primeiro antivírus Avast. Por causa das restrições à formação de uma empresa na então Checoslováquia, ALWIL Software foi fundada como uma cooperativa. A Revolução de Veludo, no entanto, trouxe consigo a introdução do mercado livre. Em 1991, Baudis e Kučera foram capazes de registrar ALWIL Software como uma empresa de joint-parceria.
COO atual e ex-CTO Ondrej Vlček se juntou a ALWIL em 1995, quando ainda era um estudante e escreveu o primeiro programa de antivírus da empresa para o sistema Windows 95. No ano seguinte, o Avast Antivírus foi um dos três primeiros programas do segmento em todo o mundo a ganhar prêmios VB100 da Virus Bulletin em todas as categorias de testes.
Em 1997, a ALWIL Software licenciou o mecanismo antivírus Avast à McAfee para uso em sua própria linha de produtos antivírus McAfee VirusScan. Dentro dos próximos sete anos, a empresa atingiu a marca de 1 milhão de usuários de seu produto Avast, após o lançamento de uma solução de antivírus gratuito para casa (não comercial) usados em 2001.
ALWIL forma parceria com a SanDisk em 2005, levando a localização de idiomas para todos os mercados da SanDisk. Em 2006, a Avast atingiu 10 milhões de usuários até o início e terminou o ano com 20 milhões; também varreu as categorias SC Awards de Melhor Antivírus, Anti-Malware (na Europa) e Escolha dos Leitores (EUA). No ano seguinte, a ALWIL Software tornou-se uma sociedade anônima, e o número de usuários registrados no Avast chegou a 40 milhões, apesar da empresa ter apenas 38 funcionários. Até 2009, havia mais de 100 milhões de usuários e 100 trabalhadores; Vincent Steckler, anteriormente da Symantec, também se juntou a ALWIL como CEO naquele ano.
ALWIL Software mudou seu nome para AVAST Software em 2010, e Summit Partners investiu 100 milhões de dólares por uma participação minoritária da empresa. Ao longo dos próximos dois anos, Avast lançou sua linha Business Protection e Avast gratuito Mobile Security, que se tornou o aplicativo (app) de segurança mais bem classificado no Google Play. Em 2012, o Avast Free Antivírus tornou-se o software mais baixado no Download.com.
A partir de 2013, mais de 200 milhões de PCs, Macs e usuários de dispositivos Android foram protegidos com programas Avast. A Avast Software adquiriu a Secure.Me, uma empresa alemã, e o Jumpshot Start-Up com sede nos EUA no mesmo ano e foi premiada como Melhor Empregador 2013 para a República Checa, na categoria de grandes empresas. Este foi também o ano em que a série Avast 2014, Avast Secure Line VPN, e Avast Grime Fighter foram lançados. Em fevereiro de 2014, CVC Capital Partners assina um acordo vinculativo para um investimento em larga escala em Avast. Avaliando a empresa em 1 bilhão de dólares, o investimento foi definido para posicionar ao lado CVC Summit Partners e fundadores Baudis e Kucera como acionistas da Avast.
Em julho de 2014, Avast divulgou dados de um estudo realizado em 20 smartphones Android utilizados em relação à segurança dos dados, durante o qual descobriu-se que a funcionalidade de reset de fábrica do Android não excluía todos os dados de telefones utilizados. O Avast descobriu que era capaz de recuperar 40 mil fotos de Smartphone utilizados. A notícia desta descoberta fez manchetes internacionais, e o Avast, criou então, um produto chamado Avast Anti-Theft, capaz de limpar e substituir todos os dados a partir de um telefone.
No mesmo mês, a Avast adquiriu uma empresa de aplicativos móveis baseados na República Checa chamado Inmite, que desenvolveu aplicativos para mobile banking, televisão móvel, várias aplicações para o Google Glass e um aplicativo (app) de compra de veículos para Škoda Auto.
Em outubro de 2014, alegou-se que por volta de dezembro de 2013, a Avast tinha incluído o seu próprio sistema de recomendação de compra, Safe Price, na sua extensão de navegador de Segurança on-line e tinha ativado por padrão. As alegações foram refutadas ponto-a-ponto em um post no fórum Avast Comunidade feita por Ondrej Vlcek, Chief Operating Officer (diretor de operações) da Avast em resposta ao artigo.
No dia 11 de agosto de 2021, foi anunciada a sua compra pela Norton AntiVírus por 8 bilhões de dólares. 

## Produtos
Os programas da família Avast estão disponíveis em edições para uso pessoal e comercial:

### Avast Free Antivírus
Opção perfeita para pessoas que enviam e-mails e navegam em sites populares. Esta versão traz tecnologias-chave que garantem proteção aos usuários comuns, entre elas estão: Motor Antivírus e Anti-Spyware que foi melhorado, Avast Inteligente Scanner (novo), Modo Silencioso/Jogos (novo), Behavior Shield (novo), proteção em tempo real Anti-Rootkit, atualizações de Vírus Smart, Avast Comunidade IQ entre outras ferramentas. Esta é uma versão gratuita também disponível para sistemas OSX da Apple.

### Avast Pro Antivírus
Esta versão inclui todas as ferramentas presentes na versão Free Edition, melhor do que o antivírus gratuito é mais eficaz na proteção na hora de navegar na internet, inclui novas ferramentas, entre elas o Avast Sandbox que permite que um navegador da web possam ser executados em um ambiente virtual seguro. Esta é uma versão paga.

### Avast Internet Security
Mais uma nova ferramenta da famosa família Avast que vai ajudar a proteger o computador das ameaças da web. Apesar de ser um novo produto, é o único que possui todas as ferramentas oferecidas dos outros produtos, nesta forma incluídos um Firewall silencioso, Sandbox (Virtualização de Programas Inseguros) e um Anti-Spam entre outras novas ferramentas e melhoramentos. Esta é uma versão de uso comercial e paga.

### Avast Mobile Security
Mais um antivírus, agora para o sistema operacional Android, criado específico para usuários de celulares. O antivírus é gratuito e fornece, além do antivírus em si, firewall para proteger o usuário contra a invasão de hackers, um sistema anti-furto que bloqueia o aparelho celular em caso de roubo, proteção contra URLs infectadas, correção de URLs digitadas incorretamente, etc. O antivírus está disponível somente para aparelhos Android.

## Atualizações
A maioria dos produtos da família Avast possuem uma característica em comum, a de se atualizar automaticamente sem a intervenção do usuário, basta estar conectado a Internet para o produto baixar e instalar as definições de vírus automaticamente. A verificação ocorre no momento da conexão da internet ou a cada quatro horas. Os arquivos de atualização também estão disponíveis no site do programa.

## Condenação por armazenar e vender dados de usuários sem consentimento
Em fevereiro de 2024, a Avast foi multada em $16,5 milhões pela Comissão Federal de Comércio dos EUA (FTC) por armazenar e vender informações de navegação dos usuários sem o consentimento. A FTC também proibiu a Avast de vender dados de usuários para fins publicitários.
Entre 2014 e 2020, a Avast coletou dados de navegação dos usuários através de seu software antivírus e extensão de navegador. Esses dados incluíam informações sobre crenças religiosas, preocupações de saúde, opiniões políticas, localizações e status financeiro. A empresa armazenava essas informações indefinidamente e as vendia para mais de 100 terceiros sem o conhecimento dos clientes.
Uma investigação conjunta da Motherboard e PCMag em 2020 revelou essas práticas de privacidade da Avast, levando a empresa a encerrar sua divisão de coleta de dados, chamada Jumpshot. Apesar de alegar que removia informações identificáveis antes de vender os dados, a FTC descobriu que a Avast não conseguiu anonimizar suficientemente as informações de navegação dos consumidores.
Além da multa, a FTC ordenou que a Avast pare de vender ou licenciar quaisquer dados de navegação coletados e delete todos os dados obtidos pela Jumpshot. A empresa também deve notificar os clientes afetados sobre a venda de seus dados sem consentimento.

## Prêmios e certificações
- Em 2006, o Avast Antivírus ganhou leitores da SC Magazine Confiança prêmio de melhor antivírus.
- Em 2010, o Avast foi o segundo software mais baixado no Downloads CNET.
- Em 2010, Brothersoft.com chamado Avast Free Antivírus entre os seus 10 "Editors Pick" seleções.
- Em abril de 2010, Avast Server Edition ganhou prêmio Escolha dos Leitores de WindowSecurity.com.
- Em abril de 2011, TechDeville.com deu Avast sua "Melhor Antivírus 2011" prêmio.
- Em julho de 2011, Filecluster.com deu sua Avast cinco estrelas "excelente" classificação completa.
- Em março de 2012, CNET Download.com deu Choice Award de seus editores para esse mês para Avast Free Antivírus versão 7.
- Em julho de 2012, AV-Test.org revisados e certificados Avast Free Antivírus 7.0 para Windows 7 (SP1, 64 bit).
- Em março de 2013, AV-Test.org revisados e certificados Avast Free Antivírus 7.0 para Windows 8 (RTM, 64 bit).
- Em novembro de 2013, AVAST Software foi escolhida como Melhor Empregador de 2013, da República Checa, na categoria de empresa de grande porte.
- Softpedia.com reviu Avast e dada a sua cinco estrelas "excelente" classificação mais alta em vários comentários.
- Avast Home Edition (agosto de 2006)
- Avast Free Antivírus 6.0 (fevereiro de 2011)
- Avast Free Antivírus 7.0 (Março de 2012)
- Teste de Desempenho (Outubro de 2008)
- On Demand Detection Test (agosto de 2009)
- Retrospective / Proactive Test (novembro de 2009)
- Teste de Desempenho (Dezembro de 2009)
- On Demand Detection Test (Fevereiro de 2010)
- Teste de Desempenho (Suite Products) (Julho de 2010)
- Certificações Prata OPSWAT(2016)